# Antonín Panenka
Antonín Panenka (Praga, 2 de dezembro de 1948) é um ex-jogador de futebol profissional checo, que inventou um estilo próprio de cobrança de penalidade máxima, Panenka também foi campeão da Eurocopa 1976, o principal título no futebol de uma seleção da Europa comunista e que, além dos checos, foi conquistado apenas pela União Soviética, em 1960.
Sua jogada ficou conhecida como "cavadinha" no Brasil e como "Panenka" na Europa. O jogador de fato era um meia-armador talentoso, com boa visão de jogo e distribuição de passes e especialista na bola parada em cobranças de falta. A jogada mais famosa foi fruto de reflexões sobre novos modos de cobrar pênaltis após ter errado dois em uma mesma partida.
Panenka tornou-se um personagem cult do futebol por também ser proveniente do Bohemians Praga, uma equipe considerada alternativa e atrelada na sua época aos dissidentes do regime comunista, e do qual é atualmente presidente. Era o único representante do clube naquela Eurocopa.
Seu nome também batizou uma revista espanhola de futebol oriunda da mídia independente, com os criadores da mesma justificando a inspiração, em meio a uma crise no jornalismo impresso, na "busca de uma solução que ninguém jamais havia buscado", tal como o tcheco havia feito. O jogador foi a capa da primeira edição, onde admitiu que "me sinto preso àquela pênalti".

## Carreira

### Em clubes
Devido ao fechamento político do leste Europeu (que durou até os anos 80) Antonín jogou por quase toda a carreira no pequeno Bohemians Praga, onde iniciou nos juvenis, em 1958 e onde debutaria profissionalmente em 1967. A equipe era tradicional, mas modesta; Durante a maior parte de sua existência, foi um clube de menor expressão em seu país, tendo presença esporádica na primeira divisão até 1973. Dali conseguiu vinte e dois anos seguidos de participação na elite, com Panenka figurando em aproximadamente metade desse período, saindo do clube em 1981.

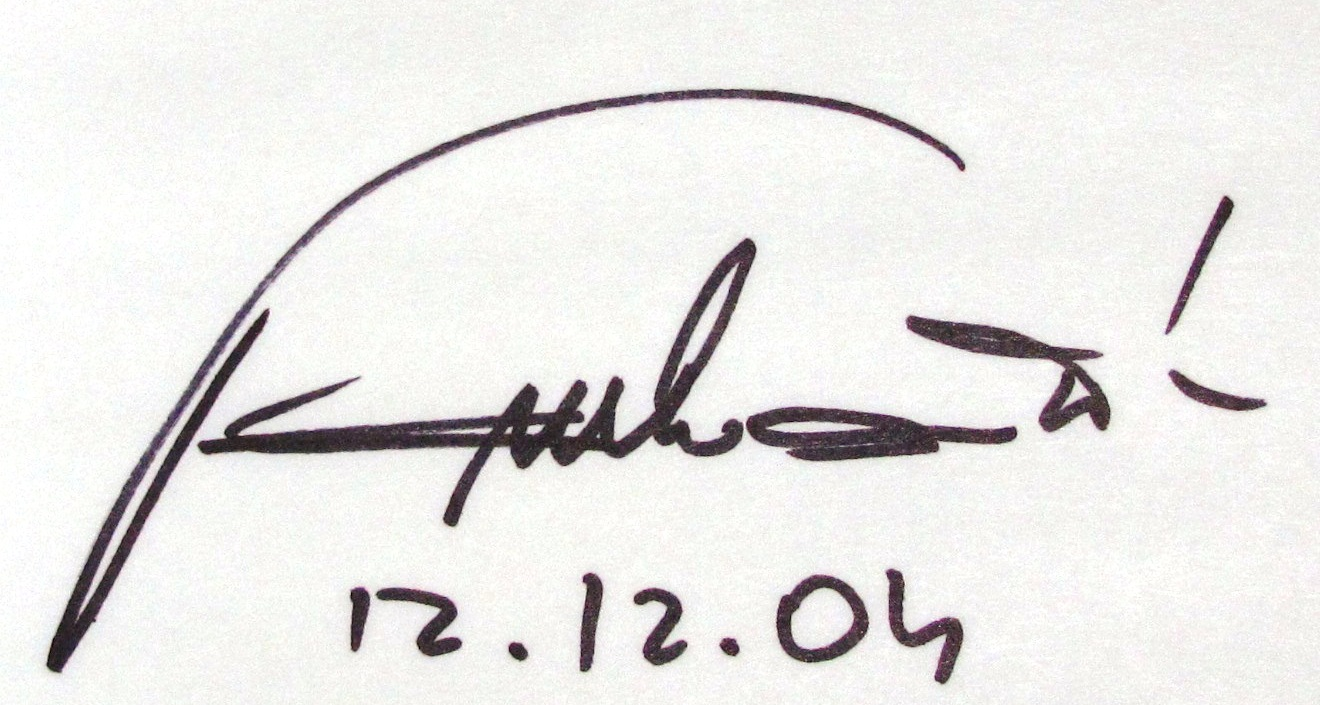
Assinatura de Antonín Panenka (12 de Dezembro de 2004)

Seu país só autorizava a saída de jogadores quando estes possuíssem mais de trinta anos. Em 1981, Panenka foi então vendido ao Rapid Viena. Por ironia, o Bohemians conseguiu seu único título na elite nacional exatamente na temporada seguinte À saída do ídolo. Panenka, por outro lado, teve boa projeção no novo clube, conseguindo um vice-campeonato continental em 1985, na Recopa Europeia, perdida para o Everton. Continuou na Áustria até encerrar a carreira, em 1993, no pequeno Kleinwiesendorf.

### Seleção
A primeira convocação para a Seleção Tchecoslovaca veio em 1973, ano em que seu clube, o Bohemians Praga, iniciou uma longa série ininterrupta na primeira divisão incomum na sua história, a perdurar até 1994.
A equipe falhou em obter a classificação para a Copa do Mundo de 1974, mas conquistou a Eurocopa 1976 sobre a então campeã do mundo, a Alemanha Ocidental. O título só veio nas cobranças de pênaltis; todos os jogadores vinham convertendo seus chutes, até que o alemão Uli Hoeneß mandou o seu sobre o travessão. Cabia a Panenka a responsabilidade de definir o título, e, apesar de além desta pressão estar no gol alemão o lendário Sepp Maier, Panenka cobrou tranquilamente, fazendo o grande goleiro jogar-se para um canto enquanto a bola fazia uma lenta parábola vertical em direção ao meio do gol. Surgia a famosa "Cavadinha" ou  "à Panenka". Panenka inspirou muitos a partir daí, e não apenas jogadores, como também jornalistas.
A seleção falhou também nas eliminatórias para a Copa do Mundo de 1978, e Panenka só foi disputar seu primeiro - e único - mundial no de 1982. Um empate na primeira rodada com a Seleção Kuwaitiana de Carlos Alberto Parreira minou as chances da equipe, que sucumbiria na primeira fase, em um grupo que continha Inglaterra e França. Panenka marcou os dois gols da seleção na Copa. Curiosamente, ambos de pênalti, mas sem o modo de bater que lhe trouxe fama.

### Legado
O português Hélder Postiga, com frieza, converteu um pênalti à Panenka na decisão por penais nas quartas-de-final do Eurocopa 2004, contra a Inglaterra. O francês Zinédine Zidane faria algo parecido na final da Copa do Mundo FIFA  de 2006.
O jogador uruguaio Sebastián "Loco" Abreu é conhecido por bater pênaltis dessa maneira; o mais famoso deles, nas quartas-de-finais da Copa do Mundo FIFA de 2010, classificando o Uruguai contra Gana, concluindo uma das maiores reviravoltas da história competição. No mesmo ano, meses antes, Abreu havia acertado do mesmo jeito o pênalti do título carioca do Botafogo, contra o Flamengo. Também no Brasil naquele ano, Neymar bateu um pênalti como Panenka, desperdiçando na final da Copa do Brasil; porém, o erro não custou o título ao seu clube, o Santos.
Em 2011, Elano usou o método de Panenka em duelo do Santos contra o Flamengo. Desperdiçou e o goleiro Felipe, após a defesa, reagiu fazendo embaixadinhas com a bola. Naquela partida, o Santos chegou a estar vencendo por 3-0, com Neymar marcando gol que seria eleito o mais bonito do ano após driblar boa parte dos adversários. Após a perda daquele pênalti, sofreu uma reação que terminaria em vitória flamenguista por 5-4 em plena Vila Belmiro, em noite inspirada não apenas de Neymar mas também do rubronegro Ronaldinho Gaúcho. A partida é considerada uma das maiores dos anos recentes no Brasil.
A 24 de Junho de 2012, o jogador italiano Andrea Pirlo marcou (na decisão por pênaltis contra a Inglaterra) um golo do mesmo género, marcando assim os quartos-de-final e colocando Itália nas semifinais da Eurocopa 2012. Já no dia 28 de agosto de 2012, o meia Maicosuel perdeu um penâlti contra o Braga que eliminou a Udinese da fase de grupos da Liga dos Campeões da Europa. Bateu à Panenka e a cobrança é considerada uma das mais desastrosas dentro do estilo. 
Na final da Copa América de 2015, o atacante Alexis Sánchez bateu um pênalti à Panenka, dando ao Chile o primeiro título de sua história.
Além de outros jogadores, a atitude decisiva do tcheco na Eurocopa 1976 também inspirou o nome de uma revista independente de futebol lançada em Barcelona. A revista Panenka teve o jogador como personagem de capa na primeira edição, na qual ele declarava sentir-se "preso àquele pênalti". Sobre o nome da revista, um dos editores assim justificou em entrevista a outra revista similar, a brasileira Corner:
| “ | É o espírito que Antonín Panenka teve ao bater aquele pênalti na final da Eurocopa em 1976. Para o público brasileiro, talvez não seja um personagem tão conhecido. Foi a busca de uma solução que ninguém havia buscado. Algo que surpreendeu, que foi diferente. Ninguém esperava aquela cavadinha. Nós estávamos num momento complicado no âmbito jornalístico na Espanha - no jornalismo esportivo, mais concretamente, sobretudo nos meios impressos. Optamos por fazer algo. Não era uma grande novidade, pois existiam outras publicações em outros países. Mas na Espanha não havia nada similar. Nosso objetivo é nos aproximar do mundo do futebol por meio de uma perspectiva cultural. Contar histórias de política, sociedade, arte, por meio do futebol. No fundo, o futebol também é arte". | ” |

## Títulos

#### Rapid Viena
- Campeonato Austríaco de Futebol: 1981–82, 1982–83
- Copa da Áustria de Futebol: 1982–83, 1983–84, 1984–85

#### Tchecoslováquia
- Campeonato Europeu de Futebol: 1976